# Pardosa wyuta
Pardosa wyuta este o specie de păianjeni din genul Pardosa, familia Lycosidae, descrisă de Gertsch, 1934. Conform Catalogue of Life specia Pardosa wyuta nu are subspecii cunoscute.